# Marc Demuth
Marc Demuth (* 4. Januar 1978 in Luxemburg) ist ein luxemburgischer Jazzmusiker (E-Bass, Kontrabass, Komposition.

## Leben und Wirken
Demuth erhielt Unterricht am Konservatorium der Stadt Luxemburg. Dann absolvierte er den Diplomstudiengang für E-Bass und Jazz-Kontrabass am Königlichen Konservatorium Brüssel bei Michel Hatzigeorgiou und Jean-Louis Rassinfosse sowie das Bachelor- und Masterstudium am Koninklijk Conservatorium Den Haag bei Hein van de Geyn und Frans van der Hoeven.
Demuth spielt seit 1998 im Trio mit Michel Reis und Paul Wiltgen.  Er tourte 2000 mit dem Weltjugendchor durch die Beneluxstaaten, Deutschland und Frankreich. 2004 wurde er als Repräsentant Luxemburgs für das European Jazz Orchestra auf seiner Tournee durch Europa und Brasilien ausgewählt. Von 2003 bis 2010 arbeitete er mit der portugiesischen Sängerin Sofia Ribeiro in verschiedenen Projekten zusammen. Gemeinsam mit dem Vibraphonisten Pascal Schumacher, dem Klarinettisten Joachim Badenhorst und dem Schlagzeuger Yves Peeters leitete er ein kollaboratives Quartett. Weiterhin spielte er mit Musikern wie Michael Brecker, Kenny Werner, Slide Hampton, Joshua Redman, Hein van de Geyn, Florian Weber, Jef Neve, John Ruocco, Guy Cabay, Jacques Pirotton, Phil Abraham oder Félix Simtaine. Er ist auf vielen verschiedenen Festivals wie Montreux Jazz Festival, Brussels Jazz Marathon, Cully Jazz Festival, Bingen swingt oder dem North Sea Jazz Festival aufgetreten.
Demuth leitet die Jazz-Abteilung der Musikschule Echternach, wo er auch E-Bass, Kontrabass und Jazz-Ensemble unterrichtet.

## Preise und Auszeichnungen
1996 gewann Demuth ein Stipendium für das Studium des E-Basses am Berklee College of Music. 2001 erhielt er den Preis für den besten Solisten beim jährlichen Rotary Jazz Wettbewerb in Wavre. 2004 wurde er mit dem Pascal Schumacher Quartet mit dem ersten Preis und den Publikumspreis beim Tremplin-Jazzwettbewerb in Avignon ausgezeichnet. 2010 gewann sein Projekt mit Sofia Ribeiro den ersten Preis des Crest Vocal Jazz Contest.

## Diskographische Hinweise
- Marc Demuth / Sofia Ribeiro Duo Dança da Solidão (2006)
- Sascha Ley Band Travelling Light (2007)
- Marc Demuth Quartet feat. Sofia Ribeiro Orik (2008)
- Reis Demuth Wiltgen: Places in Between (Double Moon Records 2016)
- Reis Demuth Wiltgen: Sly (CAM Jazz 2021)